# IOS 15
iOS 15 es el decimoquinto lanzamiento principal del sistema operativo móvil iOS desarrollado por Apple para sus series iPhone y iPod Touch. El sucesor de iOS 14, se anunció en la WWDC 2021 de la compañía el 7 de junio de 2021 y se lanzó el 20 de septiembre del 2021.

## Características

### SharePlay
iOS 15 presenta SharePlay, una función que permite a los usuarios escuchar música, ver películas, compartir pantalla y más con otros usuarios en una llamada FaceTime.

### Mensajes
Mensajes ahora admite formas mejoradas de compartir imágenes, en pilas que son fácilmente navegables. iOS 15 también presenta la nueva función "Compartido contigo", que almacena el contenido compartido a través de mensajes en una sección dedicada en sus aplicaciones nativas para su posterior visualización (por ejemplo, un artículo de noticias compartido a través de mensajes se muestra en la aplicación de Noticias).
La actualización también agrega más 'atuendos' para Memoji, la versión de Apple del emoji.

### FaceTime
iOS 15 agrega una vista de cuadrícula y un modo vertical a FaceTime. También se agregó audio espacial y aislamiento vocal. Apple facilitó unirse a una llamada FaceTime, con enlaces y eventos de calendario recientemente agregados, lo que permite a los usuarios de Windows y Android unirse a las llamadas.

### Enfoque
iOS 15 agrega el modo de enfoque, que está diseñado para filtrar las comunicaciones y notificaciones para un momento posterior mientras está habilitado; El modo de enfoque se puede habilitar para varias ocasiones, como dormir y trabajar. Los usuarios pueden seleccionar las aplicaciones y notificaciones que se mostrarán mientras el Modo de enfoque está habilitado. El modo de enfoque también se puede habilitar sin problemas con la rutina de un usuario, como en momentos específicos del día o al llegar a una ubicación. Cuando el Modo de enfoque está habilitado, también puede mostrar widgets y aplicaciones relacionados con la actividad que está realizando el usuario, como el trabajo.

### Safari
Safari fue completamente rediseñado con grupos de pestañas, lo que permite a los usuarios organizar pestañas y compartir grupos enteros de pestañas. Las extensiones de navegador están disponibles por primera vez tanto en iPhones como en iPads. También se agregó una nueva página de inicio en iOS 15.

## Seguridad
Cuenta con un menú que informa la recopilación de datos de aplicaciones de terceros. Siri ahora convierte el audio en palabras en el propio dispositivo (motor neuronal); en lugar de enviarlo al servidor, lo que ayuda a que sea más rápido y responda rápidamente, según Apple.

### Otro
Weather recibió una revisión, con nuevas animaciones y mapas meteorológicos en pantalla completa. Maps ahora permite a los usuarios ver modelos 3D de puntos de referencia y ciudades, y utiliza realidad aumentada para ayudar a navegar con la cámara. Wallet agregó soporte para la identificación emitida por el estado en los estados participantes de EE. UU., Llaves de casa o apartamento, llaves de hotel y llaves de oficina. El Centro de notificaciones se ha reconsiderado, con notificaciones que tienen una nueva interfaz de usuario e íconos más grandes. También está disponible un resumen de notificación para simplificar la rutina. También hay un menú que informa sobre el seguimiento de datos de aplicaciones de terceros.

## Dispositivos soportados
Todos los dispositivos compatibles con iOS 13 e iOS 14 también son compatibles con iOS 15. La siguiente es una lista de dispositivos compatibles con iOS 15:
| - iPhone 6s - iPhone 6s Plus - iPhone SE (1.ª generación) - iPhone 7 - iPhone 7 Plus - iPhone 8 - iPhone 8 Plus - iPhone X - iPhone XS - iPhone XS Max - iPhone XR - iPhone 11 - iPhone 11 Pro - iPhone 11 Pro Max - iPhone SE (2.ª generación) - iPhone 12 Mini - iPhone 12 - iPhone 12 Pro - iPhone 12 Pro Max - iPhone 13 Mini - iPhone 13 - iPhone 13 Pro - iPhone 13 Pro Max | - iPod Touch (Séptima generación) |

## [8]Véase también
- iPadOS 15
- macOS Monterey